# اونگلیون نسخه جدید سینمایی: کیو
اونگلیون نسخه جدید سینمایی: کیو (به ژاپنی: ヱヴァンゲリヲン新劇場版：Q Evangerion Shin Gekijōban: Kyū) (به انگلیسی: Evangelion: 3.0 You Can (Not) Redo)، انیمه‌ای سینمایی در ژانر علمی-تخیلی به کارگردانی هیده‌آکی آنو است که سومین نسخه در چهارگانهٔ بازسازی اونگلیون به‌شمار می‌رود. بازسازی اونگلیون، ساخت دوبارهٔ نسخهٔ اصلی مجموعه انیمهٔ تلویزیونی نئون جنسیس اونگلیون را پی‌می‌گیرد. تهیه‌کنندگی این فیلم را استودیو خارا برعهده داشته (به‌اضافهٔ مشارکت در توزیع آن) و زمان عرضهٔ آن در سینماهای ژاپن، ۱۷ نوامبر ۲۰۱۲ بوده است.

## داستان
چهارده سال از زمان سومین برخورد گذشته است اما اینجلز هم‌چنان به حملات خود علیه بشر ادامه می‌دهند. شینجی ایکاری از «واحد اونگلیون-۰۱» نجات یافته است و درمی‌یابد که امور تغییر کرده‌اند اما وضع بدترشده است: جهان تخریب شده است، همراهان پیشین او از «نرو» نسبت به او تهاجمی گشته‌اند و ری آیانامی، دختری که شینجی تمام خطرات را به‌خاطر او تحمل کرد، گم‌شده است. هم‌چنان‌که او تلاش می‌کند تا با چنین دنیای عجیبی خو گیرد، شینجی با کاورو ناگیسای مرموز پیمان دوستی می‌بندد. آن‌دو در طی تلاش‌هایشان برای یافتن ری، به حقایق مهیبی از اینجلز، نرو و اونجلیون پی می‌برند. اما امید اندکی برای دو پسر باقی‌مانده است: فرصتی یکتا برای بازگرداندن اشتباهات گذشته. اکنون بازمانده‌های بشر در پی آنان هستند، اینجلز در پی متوقف‌نمودن آنان برآمده‌اند و دوستان قدیمی‌شان، آنان را دشمنان شماره یک خود قلمداد می‌کنند. شینجی که تنها کاورو را در کنار خود دارد و تمام دنیا برضد اویند باید برای شانس رستگاری خود تلاش کند.